# Ганс Бакке
Ганс Бакке  (швед. Hans Backe, нар. 14 лютого 1952, Лулео) — шведський футболіст, що грав на позиції захисника. Після завершення ігрової кар'єри — футбольний тренер.

## Ігрова кар'єра
У 1970-х роках Бакке виступав переважно в нижчих дивізіонах Швеції. У 1977—1978 роках грав у складі клубу «Броммапойкарна». Завершував кар'єру у нижчоліговому клубі «Бро ІК», де також паралельно працював і тренером і вивів команду з п'ятого на третій ярус шведського футболу.

## Кар'єра тренера

### Початок кар'єри в Скандинавії
Бакке почав кар'єру у рідній Швеції, як головний тренер клубу «Юргорден». За два сезони під його керівництвом клуб здобув 38 перемог, 20 нічиїх і лише 12 поразок. У сезоні 1982 команда посіла перше місце у Дивізіоні 2 Норра, який був на той момент третім рівнем у системі футбольних ліг Швеції. Після ранніх успіхів із «Юргорденом» Бакке тренував «Мольде», «Гаммарбю», «Естер», АІК та інші відомі скандинавські клуби. У 1989 році вивів "Естер у Дивізіон 1 Седра. У наступному сезоні клуб не зазнав жодної поразки і вийшов у Аллсвенскан — вищу лігу Швеції.

### Данія
Ганс Бакке досяг найбільшого успіху в Данії, чотири рази вигравши чемпіонат країни. У своєму першому сезоні в Данії він виграв з «Ольборгом» Суперлігу 1998/99 і довів клуб до фіналу Кубку Данії. Після недовгої роботи з австрійським «Казино», у 2001 році Ганс повернувся в Данію, щоб привести «Копенгаген» на вершину данського футболу. Під час його роботи він допоміг клубу виграти три чемпіонати Данії, один Кубок Данії і два Суперкубка Данії.

### «Панатінаїкос»
У квітні 2006 року Бакке очолив грецький «Панатінаїкос», але був звільнений через п'ять ігор. Хоча «Панатінаїкос» виграв два з трьох матчів у лізі, поразка вдома від Іонікоса 2-0 і нічия із запорізьким «Металургом» у Кубку УЄФА призвели до його відставки.

### Помічник Свен-Йоран Ерікссона
У липні 2007 року Бакке був призначений помічником головного тренера «Манчестер Сіті» Свена-Йорана Ерікссона. До призначення на посаду помічника він працював старшим радником «Естера» та футбольним коментатором шведського TV4. Бакке подав у відставку з посади помічника головного тренера «Манчестер Сіті» через сімейні обставини. Але вже через місяць він повернувся на свою колишню посаду. Пізніше Бакке разом із Тордом Гріпом був призначений помічником Ерікссона, але вже в збірній Мексики.

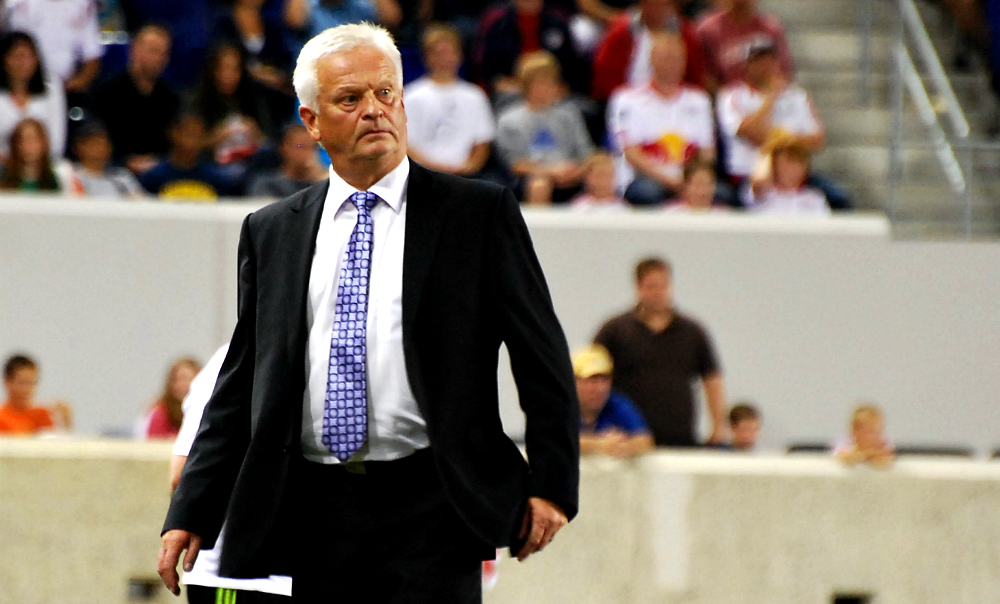
Ганс Бакке під час роботи з «Нью-Йорк Ред Буллз». 2011 рік.

### «Ноттс Каунті»
27 жовтня 2009 року Бакке був призначений головним тренером «Ноттс Каунті». Шведський фахівець підписав з клубом трирічний контракт. Сім тижнів потому, 15 грудня, пішов у відставку після суперечки про невиплату зарплати. За час роботи Бакке в «Ноттс Каунті» клуб здобув 4 перемоги (у тому числі дві в Кубку Англії), 3 нічиїх та 2 поразки.

### «Нью-Йорк Ред Буллз»
7 січня 2010 року Бакке став головним тренером клубу MLS «Нью-Йорк Ред Буллз». 9 листопада 2012 року, після закінчення сезону 2012, клуб заявив, що контракт з Бакке продовжений не буде.

### Збірна Фінляндії
12 серпня 2015 року було оголошено про призначення Ганса Бакке з 1 січня 2016 року головним тренером збірної Фінляндії. Його перший офіційний матч з командою відбувся 10 січня 2016 року і закінчилася поразкою 0:3 від рідної тренеру Швеції. Був звільнений з фінської збірної у грудні того ж 2016 року через незадовільні результати — протягом року команда не виграла жодної офіційної гри, зазнавши в 11 іграх 9 поразок.

## Титули і досягнення

### Як тренера
- Чемпіон Данії (3):

«Ольборг»: 1998–1999
«Копенгаген»: 2002–2003, 2003–04
- Володар Кубка Данії (1):

«Копенгаген»: 2003–04
- Володар Суперкубка Данії (2):

«Копенгаген»: 2001, 2004
- Тренер року в Данії: 2010